# Samuel Goldziuk
Samuel Goldziuk (ou Szloma Goldziuk) connu sous les pseudonymes d'Edouard Kowalski (ou Edouard Kowalsky) et de Tcharny ou Czarny est un journaliste et résistant FTP-MOI polonais né le 16 avril 1904 à Szczecin et mort le 5 avril 1991 à Varsovie.

## Biographie
Né à Szczuczyn, Szczecin ou Stettin, il adhère au Parti communiste polonais en 1925 puis étudie entre 1926 et 1929 au sein de l’université Jagellonne à Cracovie les mathématiques et la physique.
Recherché par la police en 1929, le parti communiste l’envoie d'abord en Tchécoslovaquie puis à Berlin avant d'arriver en France en 1930. Il intègre la section juive de la MOI en 1933. En 1934, en tant que journaliste, il participe à la création du journal en yiddish Naïe Presse. Entre 1937 et 1939, il est porte-parole de la section juive du MOI. Son fils, Jean Goldzink, naît en 1937 à Paris.
Durant l’Occupation, il est résistant à Paris. Il s'évade en 1941. Il est ensuite à Lyon à partir d'août 1943 pour devenir responsable de la section juive du MOI en zone Sud. Il participe à des attaques et des sabotages ainsi qu'à la fondation du Mouvement national contre le racisme. Il participe à la libération de nombreuses villes du sud de la France dont Lyon, Villeurbanne, Vénissieux, Albi et Marseille.
Après la Libération, il devient secrétaire général du Comité d'Aide et de Défense des Immigrés à Paris avant de retourner en Pologne en 1948.
Après son retour en Pologne, il travaille dans le monde de l'édition et devient secrétaire national de la Fédération Internationale des Résistants.

## Décorations
- Chevalier de la Légion d'honneur
- Médaille de la Résistance française (décret du 31 mars 1947)